# Jhenaidah
Jhenaidah (bengalisch ঝিনাইদহⓘ Jhināidah) ist eine Stadt im Westen Bangladeschs und ist Hauptstadt des gleichnamigen Distrikts. Der Fluss Noboganga fließt durch die Stadt. Es gibt einen Mangel an öffentlichen Räumen.
Im Bett des Noboganga soll es früher viele Austern gegeben haben, wodurch an diesem Ort eine Hafenstadt im 13. Jahrhundert entstand. Der Name soll auf den bengalisch⁣⁣en Begriff für „Austern“ zurückgehen.
In der Stadt befindet sich das Miyar Dalan Gebäude, welches 1236 für den König von Kalkutter Chandraraj gebaut wurde. 1985 wurde das TSC Jhenaidah College gegründet.

## Persönlichkeiten
- Lalon Shah (angeblich 1772 oder 1774–1890), bengalischer Philosoph, Mystiker und Dichter